# Phalaenopsis taenialis
Phalaenopsis taenialis (Lindl.) Christenson & Pradhan, 1985 è una pianta della famiglia delle Orchidacee originaria dell'Asia sudorientale.

## Descrizione
È un'orchidea epifita di piccola taglia, spesso di dimensioni minime, a crescita monopodiale. Presenta lunghe e piatte radici ed un corto fusto che porta 1 o 2 foglie strette, pendenti, a forma oblungo-ellittica. La fioritura avviene normalmente in primavera, mediante un'infiorescenza racemosa che aggetta lateralmente, lunga una decina di centimetri, ricoperta di brattee floreali a forma lanceolata e portante da 6 a 8 fiori. Questi sono grandi in media 2 centimetri e sono di colore rosa chiaro in petali e sepali (più intenso sulle punte), mentre il labello è trilobato coi lobi laterali rialzati e il lobo centrale ripiegato verso l'alto, di colore da rosa più carico.

## Distribuzione e habitat
La specie è originaria dell'Asia orientale, in particolare della catena Himalayana, stati indiani di Assam e Sikkim, Nepal, Bhutan, sud della Cina e Myanmar, dove cresce epifita sui tronchi degli alberi, in foreste, ad altitudini di 1000-2500 metri sul livello del mare.

## Sinonimi
Aerides taenialis Lindl., 1833

Doritis taenialis (Lindl.) Hook.f., 1890

Kingiella taenialis (Lindl.) Rolfe, 1917

Biermannia taenialis (Lindl.) Tang & F.T.Wang, 1951

Kingidium taeniale (Lindl.) P.F.Hunt, 1970

Polychilos taenialis (Lindl.) Shim, 1982

Aerides carnosa Griff., 1851

Doritis braceana Hook.f., 1890

Phalaenopsis braceana (Hook.f.) Christenson, 1986

Kingidium braceanum (Hook.f.) Seidenf., 1988

Biermannia navicularis Tang & F.T.Wang ex Gruss & Rollke, 1997

## Coltivazione
Questa pianta è bene coltivata in panieri appesi, su supporto di sughero oppure su felci arboree e richiede in coltura esposizione all'ombra, temendo la luce diretta del sole, e temperature miti nel periodo della fioritura e fresche nella fase di riposo vegetativo..